# Ținutul Putnei
Ținutul Putnei a fost o unitate administrativ-teritorială în cadrul Țării Moldovei, care făcea parte din Țara de Jos. În nord se învecina cu ținutul Bacăului și ținutul Romanului, la est - cu ținutul Tecuciului, în sud avea graniță cu Țara Românească și la vest - cu Ardealul. 

## Stemă

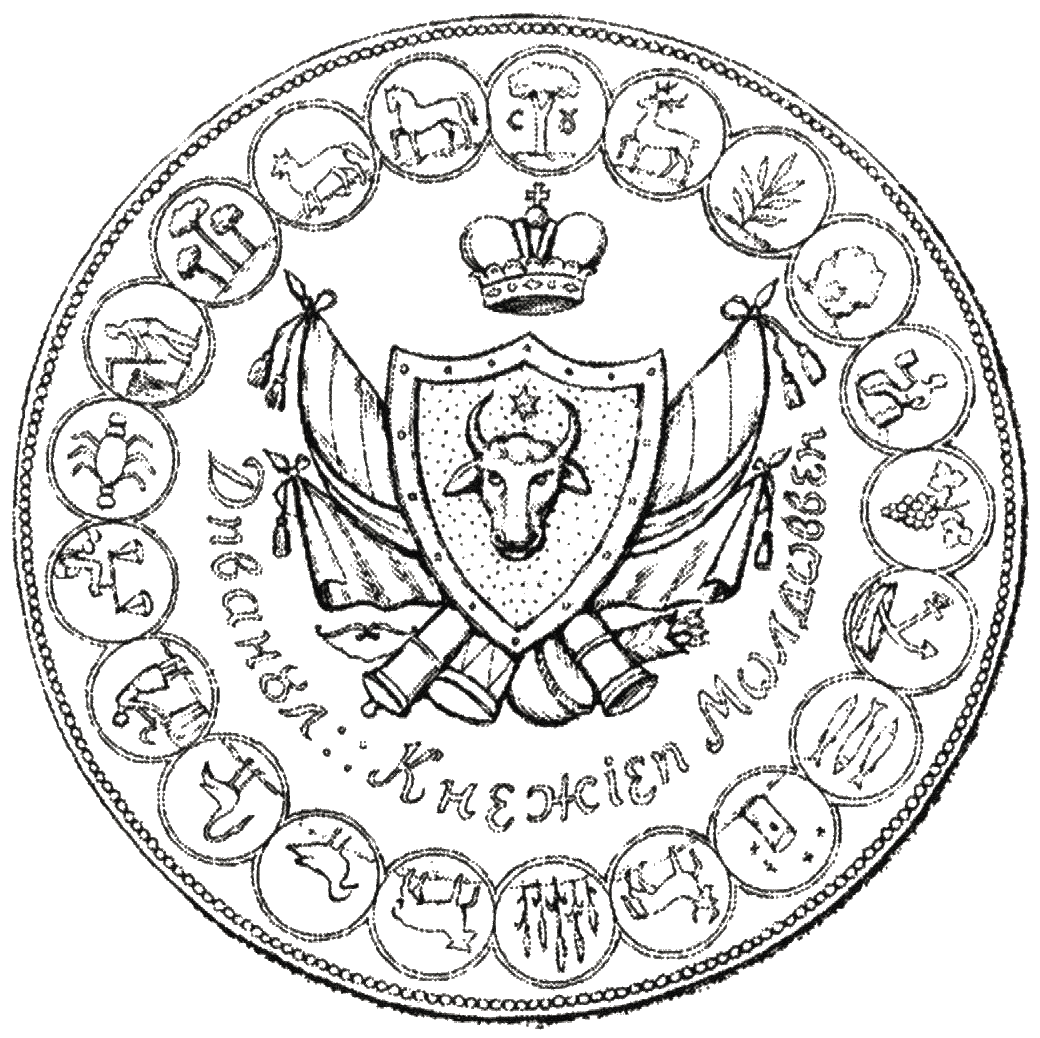
Sigiliul Divanului Principatului Moldovei cu stema țării înconjurată de 21 de medalioane cu stemele ținutale

Stemele ținuturilor apar pentru prima dată pe Sigiliul Divanului Principatului Moldovei (cca. 1806-1812). Stema ținutului Putna este reprezentat de un medalion în care se află zeul Bachus călare pe un butoi (poloboc) și ținând o cană în mâna dreaptă. Butoiul, în calitate de element heraldic, a fost utilizat la elaborarea stemelor județelor Putna și Vrancea.

## Istorie
Prima atestare documentară a ținutului Putnei datează la 30 aprilie 1555. Catastihul fiscal întocmit în anul 1591 înregistrează în ținutul Putna 2040 de țărani birnici (capi de familie), 311 boieri și curteni, 42 vătafi, 315 țărani răzeși, 40 fețe bisericești, în total au fost numărate 2.748 gospodării. În perioada domniei lui Constantin Mavrocordat (1741-1743) a fost implementată reforma administrativ-teritorială, prin care ținuturile Moldovei sunt divizate în ocoale.
Dimitrie Cantemir oferă următoarea caracterizare a ținutului Putnei (Ager Putnensis) în Descrierea Moldovei: se vede că-și are numele dela apa Putnei. Aici este Focșanii, târgușor lângă râul Milcov la marginile Țării Românești. Starostele de aici administra ținutul. Adjudul, târgușor puțin însemnat pe Siret în sus. La piciorul muntelui Vrancei, nu departe de Mira, mănăstire întemeiată de principele Constantin Cantemir, se văd ruinele unei cetăți foarte vechi, dar nu s'a putut afla vre-o urmă, nici de timpul zidirei nici al ziditorului. Locul se chiamă astăzi Crăciuna.''

## Localități
Lista localităților conform recensământului din anii 1774, grupate după ocoale:
Ocolul Polocinului
Homoci, Ungureni, Șăndrești, Cornii de Sus, Cornii de Jos, Florești, Jurjini, Scărișoara, Gălișăștii, Gura Răcătăului, Zlătarii, Vivorenii, Năneștii, Petreștii, Bâțcani.
Ocolul Răcăciuniului
Conțăști, Sascutului, Valea Sacă, Pincești, Cucova, Orbenii, Scurta, Parava, Teiuș, Drăgușeni, Găiștenii, Răcăciune.
Ocolul Luncii
Mărășăști, Pădureni, Călimănești, Domnești, Păunești, Ruginești, Anghelești, Dumești, Buda, Copăcești, Bâlca, Popeni, Urechești-Mocani, Cornățel, Urecheștii-Țăreni, Ploscuțănii.
Ocolul Zăbrăuțului
Cruce de Jos, Satul Nou, Crucea de Sus, Străoanii de Jos, Străoanii de Sus, Muncelul, Fitionești, Diocheți, Spărieți, Movilița.
Ocolul Șușiței
Tăbucești, Răcoasa, Câmpurile, Soveja, Vizantia.
Ocolul Vrancei 
Năruja, Poiana, Spinești, Păulești, Nerejul, Coza, Tulnici, Negrilești, Bârsănești, Găurile, Valea Sării, Colacul, Căliman, Voloșcani.
Ocolul Gârlelor
Căpotești, Purcelești, Bălotești, Găgești, Vităneștii de sub Măgură, Cucuieții de sub Măgură, Ireștii de sub Măgură, Ireștii de Sus, Șărbești, Cucuieții de Sus, Clipicești, Vităneștii de Sus, Codrul Sârbilor, Țifești, Oleșăști, Bătinești, Slobozia Morile Preciștii, Făurei. 
Ocolul Milcovului de Sus
Floreștii de Sus, Botești, Pățești, Vincsăști, Grozești, Odobești, Pădureni, Căpătan, Miera, Șândilarii de Gios, Șândilarii de Sus.
Ocolul Milcovului de Gios
Vadul Turcului, Mândreștii Vechi, Slobozie Nouă de la Mândrești, Jorăști, Zătonul, Rădulești, Târgul Focșani.